# Tracy Murray
Pour les articles homonymes, voir Murray.
Tracy Lamonte Murray, né le 25 juillet 1971 à Los Angeles, est un joueur puis entraîneur américain de basket-ball. Évoluant avec de nombreuses franchises de la NBA, il remporte un titre de champion NBA avec les Rockets de Houston en 1995. Il termine sa carrière de joueur en évoluant en Europe, en Grèce puis en France.

## Biographie

### Carrière
Murray est choisi en 18e position de la Draft 1992 de la NBA par les Spurs de San Antonio.
En juillet 2011, il est engagé comme entraîneur adjoint par le Shock de Tulsa pour la fin de la saison WNBA.

### Vie privée
C'est un ami d'enfance de Geoff Lear, ancien intérieur de l'Élan Chalon[réf. nécessaire].
Tracy Murray est le cousin de l'ancien joueur de NBA Lamond Murray.[réf. nécessaire]

## Clubs successifs
- 1992-1995 :  Trail Blazers de Portland (NBA)
- 1994-1995 :  Rockets de Houston (NBA)
- 1995-1996 :  Raptors de Toronto (NBA)
- 1996-2000 :  Wizards de Washington (NBA)
- 2000-2001 :  Nuggets de Denver (NBA)
- 2000-2002 :  Raptors de Toronto (NBA)
- 2002-2003 :  Lakers de Los Angeles (NBA)
- 2003-2004 :  Trail Blazers de Portland (NBA)
- 2004-2005 :  Panathinaïkos (ESAKE)
- 2005- janvier 2006 :  PAOK Salonique (ESAKE)
- novembre 2006 - mars 2007 :  Élan sportif chalonnais (Pro A)

## Palmarès

### En club
- Champion NBA avec les Rockets de Houston en 1995
- Champion de Grèce avec le Panathinaïkos en 2005

### Distinctions personnelles
- A marqué 50 points avec les Wizards de Washington contre les Warriors de Golden State le 10 février 1998
- Vainqueur du concours de tir à 3 points du All-Star Game LNB en 2006